# Лапшинська сільська рада
Лапши́нська сільська́ ра́да — До 5 квітня 2019 року адміністративно-територіальна одиниця та орган місцевого самоврядування в Бережанському районі Тернопільської області. Адміністративний центр — село Лапшин.

## Загальні відомості
- Територія ради: 31,638 км²
- Населення ради: 1 319 осіб (станом на 2001 рік)

## Населені пункти
Сільській раді підпорядковані населені пункти:
- с. Лапшин
- с. Гайок

### Ліквідовані населені пункти[1]
- х. Малинівка

## Географія
На території сільради розташована гідрологічна пам'ятка місцевого значення джерело «Зелена криниця».
Територією ради протікає річка Золота Липа

## Склад ради
Рада складалася з 16 депутатів та голови.
- Голова ради: Мисак Ярослав Павлович
- Секретар ради: Войціховська Ольга Петрівна

### Керівний склад попередніх скликань
| Прізвище, ім'я, по батькові | Основні відомості                                                                            | Дата обрання | Дата звільнення |
| --------------------------- | -------------------------------------------------------------------------------------------- | ------------ | --------------- |
| Мисак Ярослав Павлович      | Сільський голова, 1956 року народження, освіта вища, член Конгресу Українських Націоналістів | 26.03.2006   | 31.10.2010      |
| Мисак Ярослав Павлович      | Сільський голова, 1956 року народження, освіта вища, безпартійний                            | 31.10.2010   |                 |

Примітка: таблиця складена за даними сайту Верховної Ради України

### Депутати
За результатами місцевих виборів 2010 року депутатами ради стали:

#### За суб'єктами висування
| Суб'єкт висування               | Кількість обраних депутатів | %    |
| ------------------------------- | --------------------------- | ---- |
| Самовисування                   | 10                          | 62,5 |
| Політична партія «Наша Україна» | 6                           | 37,5 |

#### За округами
| № округу                        | Прізвище, ім'я, по батькові    | Дата визнання обраним | Освіта             | Партійна приналежність | Відомості про обраного депутата                |
| ------------------------------- | ------------------------------ | --------------------- | ------------------ | ---------------------- | ---------------------------------------------- |
| Політична партія «Наша Україна» |                                |                       |                    |                        |                                                |
| 3                               | Процик Андрій Богданович       | 02.11.2010            | вища               | позапартійний          | Лапшинська сільська рада, бухгалтер            |
| 4                               | Шаповал Володимир Анатолійович | 02.11.2010            | середня спеціальна | позапартійний          | ДП «Бережаниагроліс», лісничий                 |
| 9                               | Кузів Андрій Степанович        | 02.11.2010            | середня спеціальна | позапартійний          | тимчасово не працює                            |
| 10                              | Войцехівська Ольга Петрівна    | 02.11.2010            | середня спеціальна | позапартійна           | Лапшинська сільська рада, секретар             |
| 11                              | Петрух Василь Григорович       | 02.11.2010            | середня спеціальна | позапартійний          | тимчасово не працює                            |
| 16                              | Лещук Михайло Григорович       | 02.11.2010            | вища               | позапартійний          | ФГ «Малинівка», фермер                         |
| Самовисування                   |                                |                       |                    |                        |                                                |
| 1                               | Голик Володимир Іванович       | 02.11.2010            | середня спеціальна | позапартійний          | філія «Бережанський райавтодор», столяр        |
| 2                               | Бедрій Віталій Миколайович     | 02.11.2010            | середня спеціальна | позапартійний          | тимчасово не працює                            |
| 5                               | Пилипчак Михайло Романович     | 02.11.2010            | середня спеціальна | позапартійний          | Бережанський РЕМ, комірник                     |
| 6                               | Воскрес Микола Олександрович   | 02.11.2010            | середня спеціальна | позапартійний          | фізична особа-підприємець                      |
| 7                               | Когут Віктор Григорович        | 02.11.2010            | середня спеціальна | позапартійний          | тимчасово не працює                            |
| 8                               | Захарків Іван Степанович       | 02.11.2010            | середня спеціальна | позапартійний          | тимчасово не працює                            |
| 12                              | Данилів Володимир Степанович   | 02.11.2010            | середня спеціальна | позапартійний          | тимчасово не працює                            |
| 13                              | Возняк Іван Миколайович        | 02.11.2010            | середня спеціальна | позапартійний          | тимчасово не працює                            |
| 14                              | Улан Олександр Іванович        | 02.11.2010            | вища               | позапартійний          | Бережанська загальноосвітня школа № 1, вчитель |
| 15                              | Мищишин Олег Сергійович        | 02.11.2010            | вища               | позапартійний          | тимчасово не працює                            |